# Phaeosphaeria marciensis
Phaeosphaeria marciensis är en svampart som först beskrevs av Peck, och fick sitt nu gällande namn av L. Holm & K. Holm 1981. Phaeosphaeria marciensis ingår i släktet Phaeosphaeria och familjen Phaeosphaeriaceae.   Inga underarter finns listade i Catalogue of Life.